# Amphilophus amarillo
Amphilophus amarillo är en fiskart som beskrevs av Stauffer och Mckaye 2002. Amphilophus amarillo ingår i släktet Amphilophus och familjen Cichlidae. Inga underarter finns listade i Catalogue of Life.